# جانا رودین
جانی رودین (انگلیسی: Jana Revedin)

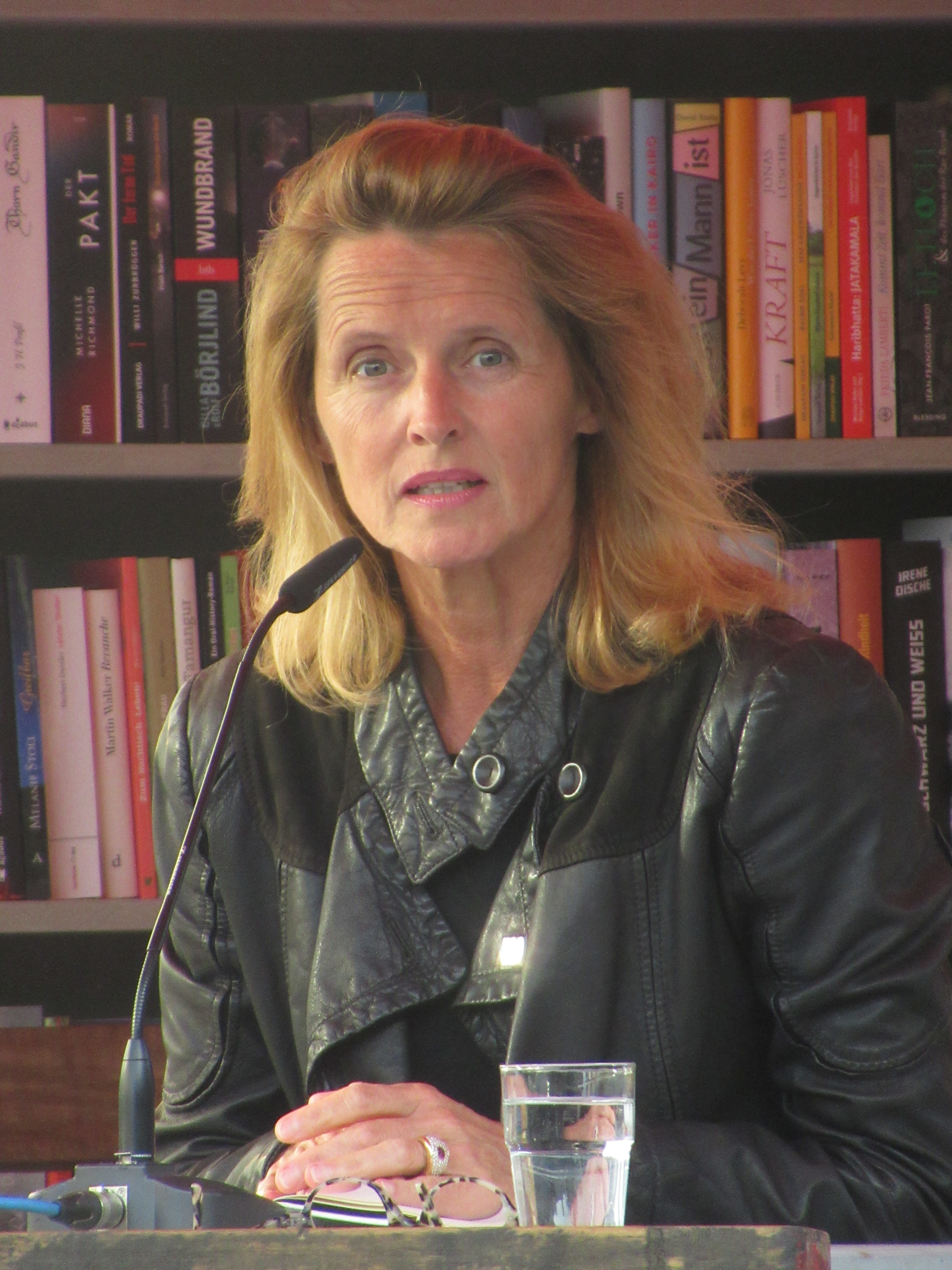
Jana Revedin

جانی رودین، دکترا و پروفسور معماری، متولد کنستانس (D) در سال ۱۹۶۵، معمار و نظریه‌پرداز و نویسندهٔ آلمانی است. او در شهر ورینبرگ در کارینتیا زندگی و کار می‌کند. بعد از تحصیل در رشته معماری و شهرسازی در بوینس آیرس، پرینستون و میلان، و در سال ۱۹۹۹ به عنوان استادIUAV شهر ونیز، دکترای خودش را گرفت. اکنون در سوئد، استاد معماری و طراحی مؤسسه فناوری بلکینگ است. با تأسیس بنیاد لوکوس ((L0CUS برای توسعه پایدار شهری، او به عنوان نماینده یونسکو در اتحادیه بین‌المللی کمیسیون آموزش و پژوهش معماری فعالیت می‌کند.
طی این سال‌ها، عمده فعالیت جانی طی سال‌های گذشته دربهسازی آوانگارد آلمان مشغول بود که برایش دوره‌ای برای درک معماری و شهرسازی به عنوان ابزاری برای شرایط زندگی مناسب و عامل شهرنشینی و حقوق شهری محسوب می‌شود. به لطف این سوابق، وی از سال ۱۹۹۱، در Tendenza Movement ایتالیا، به عنوان دستیار علمی آلدو روسی، به تحقیق و چاپ آثارش پرداخته است. او از سال ۱۹۹۹ استاد مهمان دانشگاه فدریکوی نپال و اومئو است و در سال ۲۰۰۶، عهده‌دار مسابقه دانشجویی اتحادیه اروپا دربارهٔ معماری پایدار gau:di، بود و «آموزش-ساخت» را بنیان گذاشت و در سال‌های ۲۰۰۸، ۲۰۱۰، ۲۰۱۲ تیم برنده را در مسابقه دوسالانه معماری ونیزاعلام کرد. امروزه کلاسهای بین‌المللی و پژوهش phd دربارهٔ شهرسازی پایدار در شهر karlskrona (سوئد) تأسیس کرده که از روش بنیادی طرح مشارکتی او در آزمایشگاه‌های زندهٔ شهری، استفاده می‌کنند. جانی بنیان‌گذار جایزه جهانی معماری پایدار و مؤسسه لوکوس (Lucos) است. او عضو کمیته‌های تحقیقاتی یونسکو و نیز استراتژی شهری Gdf-Suez و شورای نوآوری و مؤسسه رکسل (Rexel) است. تحقیقاتش به شهر بنیادی انجامید: طرحی مشترک با مسائل اجتماعی و فرهنگی که توسط آژانس فورماس سوئد حمایت می‌شد. او در سال ۲۰۱۴، شوالیه هنر و ادبیات فرانسه لقب گرفت.
نویسنده آثار استاندارد دربارهٔ نظریه معماری و رئیس مؤسسه لوکوس برای توسعه پایدار شهری، اولین رمانش به نام «لیز» را در سال ۲۰۱۱ نوشت و با «در مسیر فندق» ۲۰۱۱ و رمان «زن پشت پرچین» در سال ۲۰۱۴ ادامه داد. مقاله‌ها و داستان‌های کوتاهش مرتب در مجموعه‌های ادبی و برنامه‌های تلویزیونی معروف مطرح می‌شود. در سال ۲۰۱۴، جانی رودین برنده شوالیه هنر و ادبیات فرانسه شد.

## جوایز و افتخارات
- ۲۰۱۴، شوالیه هنر و ادبیات فرانسه
- ۲۰۱۴، برنده مسابقه UN Habitant دربارهٔ بازسازی انبوه سازی.
- ۲۰۱۳، جایزه نفر اول در آموزش عالی مدارس نقشه‌کشی اروپا.
- ۲۰۱۲، هیئت علمی شورای استراتژی شهری GdF-SUEZ و مؤسسه رکسل.

## تأسیس
- ۲۰۱۰، سرپرستی امور مؤسسه Lucos توسط یونسکو.
- ۲۰۰۹، بنیان‌گذار مؤسسه لوکوس برای نوسازی شهری پایدار.
- ۲۰۰۷، خالق جایزه جهانی برای معماری پایدار.
- ۲۰۰۶، متصدی مسابقه دانشجویان اروپایی در زمینه معماری پایدار gau:di.

## سمت‌های کنونی
- از ۲۰۱۲- استاد معماری و نقشه‌کشی مؤسسه فناوری Bleking، کلاس بین‌المللی دربارهٔ نقشه‌کشی شهری پایدار.
- از ۲۰۱۲- استاد مهمان در دانشگاه معماری و طراحی کلاگنفورت.
- از ۲۰۱۲- نماینده یونسکو در کمیته آموزش و پژوهش اتحادیه بین‌المللی معماران.
- از ۲۰۰۹- مؤسسه لوکوس، مؤسس ورییس.
- از ۱۹۹۶، معماران جانی رودین، مؤسس و مدیر.

## شغل‌ها و سوابق قبلی
- ۲۰۱۲–۲۰۰۸، استاد دانشیار، مدرسه معماری، دانشگاه اومئو، اومئو.
- ۲۰۱۰–۲۰۰۹، استاد مهمان دانشگاه علمی کاربردی برلین.
- از ۲۰۰۵- سرپرست مسابقه دانشجویی EU-CULTURE 2000، برای معماری پایدار.
- ۲۰۰۵–۲۰۰۰، استاد مهمان دانشگاه علمی کاربردی Spital.
- ۱۹۹۹–۱۹۹۶، داوطلب phd در معماری و طراحی، دانشگاه IUAV شهر ونیز.
- ۱۹۹۶–۱۹۹۱، دستیار پژوهش در معماری و طراحی، دانشگاه IUAV شهر ونیز.

## تحصیلات
- ۲۰۱۲- استاد معماری و طراحی موسسهفناوری Bleking در کارلسکورنا.
- ۲۰۰۰- دانشیار دانشگاه علمی کاربردی Spittal، مدرسه معماری اومئو.
- ۱۹۹۹- دانشگاه آموزشی Habilitation، وزیر آموزش و دانشگاه ایتالیا.
- ۱۹۹۹- دکترا در رشته معماری و نقشه‌کشی، دانشگاه IUAV شهر ونیز.
- ۱۹۹۱- آزمون ایالتی ایتالیا، عضو معماران لومباردی-ونتو.
- ۱۹۹۱- پایان‌نامه ارشد معماری و شهرسازی، پلی تکنیک میلان: مفهوم فضای باز در معماری اجتماعی آوانگارد آلمان.
- ۱۹۸۷- کارشناسی معماری و شهرسازی، دانشکده معماری دانشگاه پرینستون.
- ۱۹۸۳ تا ۱۹۸۷- دانشگاه Belgrano بوینس آیرس، دانشکده معماری و شهرسازی.

## پروژه‌های تحقیقاتی و بورسیه‌ها
- متقاضی اصلی، راهنمای پروژه «ابزارهای هوشمند برای شهرهای هوشمند: طراحی مشارکتی برای خلاقیت جمعی»، FORMAS، مؤسسه رکسل، مؤسسه فناوری بلکینگ، ۲۰۱۳.
- متقاضی اصلی، راهنمای پروژه «طراحی Radicant: روشی برای توانمندسازی جمعی»، FORMAS، مؤسسه فناوری بلکینگ، ۲۰۱۲.
- متقاضی اصلی، راهنمای پروژه «طرح آزمایشگاهی مشارکتی Karlskrona»، توسعهٔ مراحل طرح جمعی در شهربلکینگ، SAAB، دفتر شهرسازی کارلسکرونا، مؤسسه فناوری بلکینگ، ۲۰۱۲.
- عضو گروه تحقیقاتی «معماری در ساخت: معماری به عنوان سازنده نظم و مصرف کننده مواد» متقاضی اصلی: فردریک نیلسون، دانشگاه فنی چالمرز، با KTH، دانشگاه لوند و مدرسه معماری دانشگاه اومئو،FORMAS، ۲۰۱۱.
- متقاضی اصلی، راهنمای پروژه «الگوهای تاریخی کامپانیا فلیکس برای فضاهای عمومی شهرهای معاصر» MURST 40%، با بیسوگنی سالواتوره، دانشگاه فدریکو، نپال، ۱۹۹۸.
- متقاضی اصلی، راهنمای پروژه «شهرهای جدید اطراف نپال: Calvizzano، Giugliano، Marano، Villaricca»، MURST 40%، با بیسوگنی سالواتوره، دانشگاه فدریکو، نپال، ۱۹۹۶.
- متقاضی اصلی «باغهای امروزی ایتالیا: حفاظت و طراحی مدرن تحت مدیریت عمومی و خصوصی» به راهنمایی روبرت فیشر، دانشکده باغبانی، باغهای سلطنتی کیو، گونتر ناگل، مؤسسه معماری باغی، دانشگاه هانوفر، ۱۹۹۳.
- متقاضی اصلی، راهنمای پروژه «مواجهه با خانه سازی گروهی معاصر: Neue Heimat-IACP»، پلی تکنیک میلان/FH ویهن استفان با پیتر لاتز، ۱۹۹۱.
- متقاضی اصلی، راهنمای پروژه «باغ، چشم انداز، Wahlverwandtschaften»، UIA فلورانس، مؤسسه ترویزو بنتون، ۱۹۹۱.
- متقاضی اصلی «انبوه سازی و فضای باز در آلمان مدرن ۱۹۸۵–۱۹۴۵»، پلی تکنیک میلان، اشتوتگارت TU با پیتر فالر، ۱۹۸۹.

## عضویت‌ها
- از ۲۰۱۴- هیئت داوران علمی جایزه فیلیپ روتیر، معماری اروپایی.
- از ۲۰۱۳- هیئت داوران علمی مسابقه زیستگاه ملل متحد دربارهٔ نوسازی شهری مناطق انبوه سازی.

عضو هیئت مؤسس مؤسسه رکسل برای بهره‌وری انرژی، شورای پژوهشی جایزه نقشه‌کشی شهری Superscape، مرکز معماری شهر وین. شورای پژوهشی جایزه Blue در وین.
- از ۲۰۱۲- نماینده یونسکو برای کمیته آموزش و پژوهش معماران اتحادیه بین‌المللی. شورای استراتژی شهری GdF-SUEZ. انجمن علمی میان گروهی EFAP شهری، متروپلیس اروپا.
- از ۲۰۱۰، هیئت علمی حفاظت از میراث حسن فتحی در Gourna جدید. هیئت علمی اتحادیه بین‌المللی UIA معماران COP15، انجمن باز و کارگاههای دانشجویی، از ۲۰۰۹. هیئت داوران علمی یونسکو، جایزه چشم‌انداز معاصر میلنا مرکوری، از ۲۰۰۹. انجمن علمی بلو در دانشگاه معماری IUAV.
- از ۲۰۰۸- انجمن علمی دوسالانه، ونیز.
- از ۲۰۰۶- انجمن علمی جایزه جهانی برای معماری پایدار.
- از ۲۰۰۵- هیئت داوران علمی مسابقه دانشجویی اروپا دربارهٔ معماری پایدار.
- از ۱۹۹۸- هیئت داوران علمی مسابقات معماری و شهرسازی عمومی در کرنتن، اشتایرمارک، ونتو، لومباردیا، بایرن، بادن وورتمبرگ.

## جوایز و مأموریت‌ها
- جایزه زیستگاه جهانی سازمان ملل متحد برای نوسازی در انبوه سازی شهری، ۲۰۱۴.
- جایزه برترین آموزش عالی دانشکده‌های نقشه‌کشی اروپا، ۲۰۱۳.
- حمایت زیاد یونسکو برای جایزه جهانی معماری پایدار، از ۲۰۱۰.
- حمایت زیاد یونسکو برای مؤسسه لوکوس، از ۲۰۱۰.
- جایزه Heritage برای بازسازی قلعه ماریا (قرن ۱۷) کلاگنفورت، ۲۰۰۸.
- جایزه Carinthian Builder برای بازسازی برج وینکلرن (قرن ۱۴)، ۲۰۰۵.
- جایزه Contract World برای بازسازی کاخ سندویرس (قرن ۱۸)، کلاگنفورت، ۲۰۰۴.
- جایزه Carinthian Wood Design برای انبوه سازی Westened Wernberg، ۲۰۰۲.
- جایزه Carinthian Wood Design برای بازسازی شهری لافت کلاگنفورت، ۲۰۰۱.
- عضو افتخاری انجمن معماران باواریا از ۱۹۹۹.
- عضو انجمن معماران لومباردی و ونتو از ۱۹۹۱.